# Muro (Trofa)
Muro es una freguesia portuguesa del concelho de Trofa, con 5,81 km² de superficie y 1.972 habitantes (2001). Su densidad de población es de 339,4 hab/km².